# Ida megye
Ida megye az Amerikai Egyesült Államokban, azon belül Iowa államban található. Megyeszékhelye és legnagyobb városa Ida Grove. Lakosainak száma 7005 fő (2020. április 1.). Ida megye Cherokee, Crawford, Sac, Buena Vista, Woodbury és Monona megyékkel határos.

## Népesség
A megye népességének változása:
| Lakosok száma | 7069 | 7084 | 7110 | 7141 | 7028 | 7005 |
|               | 2010 | 2011 | 2012 | 2013 | 2015 | 2020 |